# USS Mississippi (1841)
USS Mississippi – amerykańska fregata bocznokołowa, która weszła do służby w 1841 roku. Była pierwszym bocznokołowcem US Navy przystosowanym do rejsów oceanicznych. Okręt nazwano imieniem rzeki Missisipi.

## Projekt i budowa
Budowa USS „Mississippi” rozpoczęła się w filadelfijskiej stoczni marynarki wojennej w 1839 roku, gdzie była nadzorowana przez komodora Matthew Perryego. Wejście do służby nastąpiło 22 grudnia 1841 roku. Okręt o długości 70 metrów posiadał ożaglowanie typu bark i dwie maszyny parowe, napędzające umieszczone po bokach jednostki dwa koła łopatkowe . 

## Służba
Po wejściu do służby „Mississippi” służył do 1845 roku do testów napędu parowego, a następnie wszedł w skład Eskadry Indii Zachodnich jako okręt flagowy. 

### Wojna amerykańsko-meksykańska
Od 1846 roku był intensywnie wykorzystywany w wojnie amerykańsko-meksykańskiej. Głównym zadaniem okrętu w tym czasie było zapewnienie kontroli nad wschodnim wybrzeżem Meksyku, poprzez blokowanie meksykańskiej żeglugi i wojskowych szlaków zaopatrzeniowych. W marcu 1847 roku „Mississippi” uczestniczył w oblężeniu Veracruz, dostarczając na brzeg zaopatrzenie i żołnierzy. Zakończona sukcesem operacja desantowa przyczyniła się do zdobycia tego miasta .
Od 1849 roku, przez dwa lata, okręt przebywał w rejonie Morza Śródziemnego. W 1853 roku rozpoczął serię trzech wypraw do portów azjatyckich, podczas których odwiedził m.in. Zatokę Tokijską i Szanghaj . 

### Wojna secesyjna
Po wybuchu wojny secesyjnej w 1861 roku został przywrócony do czynnej służby. Brał udział w walkach przeciwko siłom konfederatów w rejonie rzeki Missisipi. W 1863 roku próbując przejąć kontrolę nad konfederacką bazą Port Hudson został ciężko uszkodzony ogniem baterii lądowych, wszedł na mieliznę, a następnie spłonął, podpalony przez własną załogę w celu ochrony przed zdobyciem przez siły konfederackie .